# Curzon, Vendée
Curzon är en kommun i departementet Vendée i regionen Pays de la Loire i västra Frankrike. Kommunen ligger i kantonen Moutiers-les-Mauxfaits som tillhör arrondissementet Les Sables-d'Olonne. År 2022 hade Curzon 492 invånare.

## Befolkningsutveckling
Antalet invånare i kommunen Curzon
| Referens: INSEE |